# Ingvar W:son Andersson
Bo Martin Ingvar  W:son Andersson, född 25 april 1955 i Listerby församling, Blekinge län, död 9 juli 1995 i Adolf Fredriks församling, Stockholm, var en svensk konstnär, uppvuxen i Blekinge och verksam i Stockholm. 
Sin konstnärliga skolning fick han på Grundskolan för konstnärlig utbildning, Pernbys målarskola, Konstfack och Gerlesborgsskolan. Han var medlem i KRO och Svenska konstnärernas förening. Han fick stipendier från bland annat Gerlesborgsskolan, Stockholms skoldirektion, Kulturrådet och FOSAMS.
Förutom separatutställningar var han representerad vid ett större antal jurybedömda utställningar, bland annat Liljevalchs och Kulturhuset i Stockholm. Tidigare verk signerade han ”I.A.”, därefter ”I W:son A”. Hans verk inköptes bland annat av Statens konstråd, Stockholms kommun, Landstinget i Kalmar län och ett flertal konstföreningar.